# الرقابة في السعودية
تشمل الرقابة في السعودية كلاًّ من الكتب، الصحف، المجلات، وسائل الإعلام وحتى الإنترنت. وتؤكد السعودية أن أنظمتها تكفل حرية الرأي والتعبير لكل إنسان، والحق في الحصول على المعلومات والأفكار ونقلها، وأنها من منطلق حماية الحقوق الأخرى فهي تأخذ بمبدأ التقييد النظامي لهذه الحريات والمتسق مع المعايير الدولية ذات الصلة.
في 2014 وصفت منظمة مراسلون بلا حدود الحكومة السعودية بأنها «لا تشعر بالهوادة عند قيامها بفرض كل تلك الرقابة على وسائل الإعلام السعودية وعلى مُتصفحي الإنترنت».هذا وتجدُر الإشارة إلى أن المملكة العربية السعودية تحتلُّ المرتبة 168 من أصل 180 بلدا في حرية الصحافة حسب ما جاء في إحصائيات 2017 التي وضعت الدول العربية في ذيل القائمة، فيما حلت دول مثل فرنسا في مركز 39 تلتها بريطانيا 40 ثم الولايات المتحدة الأمريكية في المركز 43 ، ولقي تقرير المنظمة تشكيكا من رؤساء تحرير صحف سعودية، وأرجعوا السبب إلى اعتماد التقييم على الأنظمة المطبقة وليس فقط على الحريات الصحفية التي أكدوا أنها تشهد سقفا مرتفقعا على حد قولهم.

## القانون
يُنظم المرسوم الملكي بشأن الصحافة والمطبوعات الذي صَدر سنة 1982 العديد من المجالات من بينها نشر الكُتب، الصحف وكذلك المجلات كما يفرض رقابة على جميع المنشورات الأجنبية التي تُباع في المملكة. هذا بالإضافة إلى أنه يتوجب الحصول على موافقة الحكومة السعودية قبل إنشاء أو توزيع أي مُحتوى كيف ما كان نوعه وذلك للتأكد من أنه قد لا يُسبب التوتر الطائفي بين المواطنين، أو يُهين الأسرة الحاكمة أو القيم الإسلامية.
أجرت السعودية تعديلات على عدد من مواد نظام المطبوعات والنشر في عام 2011، ألزمت بموجبها المطبوعة بالنقد الموضوعي والبنّاء، وحظرت نشر ما يخالف النظام العام، وما يدعو إلى الإخلال بالأمن، والتعرض أو المساس بالسمعة أو الكرامة أو التجريح أو الإساءة لأي شخص.
وجاء في المادة (4) من لائحة النشر الإلكتروني أن من أهداف هذه اللائحة دعم ثقافة الحوار المتنوع، والتأكيد على حرية التعبير المكفولة للجميع وفق أحكام النظام، وأن من حق الأشخاص إنشاء وتسجيل أي شكل من أشكال النشر الإلكتروني، وأن من أهداف اللائحة نشر ثقافة الإعلام الجديد ورسائله في المجتمع.
تتحمل وزارة الداخلية «مسؤولية كل ما يُنشر» في جميع وسائل الإعلام السعودية وغيرها من قنوات المعلومات، لذلك تُعتبر «أهم عامل من عوامل الرقابة» في المملكة، حيث تهتم «بتنقية» المعلومات وتنقيحها قبل السماح بنشرها أو توزيعها، خاصة تلك المكتوبة والمطبوعة.

## الجرائم الإلكترونية والإنترنت
تُوجه المملكة العربية السعودية جميع مُستعملي الإنترنت من خلال بروكسي يقع في مدينة الملك عبد العزيز للعلوم والتقنية، حيث يقوم هذا البروكسي بتنقيح المحتوى قبل تنفيذه أو قبل السماح بالوصول له، وذلك من خلال استناده على برنامج تمت برمجته خصيصا لهذا الغرض. منذ تشرين الأول/أكتوبر 2006 وهيئة الاتصالات وتقنية المعلومات (CITC) تقوم بالتعامل مع بنية DNS حيث تقُوم بتصفية المحتوى في مدينة الملك عبد العزيز للعلوم والتقنية قبل السماح بنشره، لذلك فقد تم حظر عدد من المواقع التي قد تُعتبر مُسيئة للسعودية أو للعائلة الحاكمة أو للدين، كما تم حظر معظم المواقع «الغير أخلاقية» (أغلبها إباحي أو داعم لحقوق المثليين) بالإضافة إلى المواقع التي توصي اللجنة الأمنية التابعة لوزارة الداخلية بحجبها (بما في ذلك المواقع التي تنتقد الحكومة السعودية).
أولى القوانين التي تم سنُّها في هذا المجال كانت فلترة الانترنت وذلك بتاريخ 12 شباط/فبراير 2001 من قبل مجلس الوزراء. ووفقا لدراسة أُجريت في عام 2004 من قبل مبادرة فتح صافي فقد وجدت أن «الرقابة الأكثر عدوانية في السعودية تُركز على المواد الإباحية، مواقع بيع وتعاطي المخدرات، القمار، المواقع التي تتهجم على الإسلام ثم صفحات الويب التي تُشجع على التحايل وتشرح طُرقه.»
تم تعديل قرار مجلس الوزراء في وقت لاحق (تحديدا عام 2007)، حيث تم توسيعه قصد مُكافحة الجريمة الإلكترونية التي عرفت انتشارا واسعا في القرن الحادي والعشرين، كما تم إعادة صياغة المادة السادسة من المرسوم الملكي التي باتت تُجرم كل من يُنتج أو يملك أو يُوزع أو ينقل أو يخزن مُحتوى في جهاز كمبيوتر قد ينطوي على على قمار، اتجار بالبشر، إباحة، أو أي شيء آخر يُعتبر ضد الإسلام أو الأخلاق العامة أو النظام العام.
في 11 تموز/يوليو 2006، منعت الحكومة السعودية مواطنيها من الوصول إلى ويكيبيديا وترجمة جوجل ومواقع أخرى تُستخدم لتجاوز المواقع المحجوبة من قبل الحكومة (ما يُعرف بتغيير الآي بي).
في مارس 2007 أقر مجلس الوزراء نظام مكافحة الجرائم المعلوماتية، الذي يحدد تلك الجرائم والعقوبات المقررة لها.
في عام 2011 وضعت الحكومة السعودية الجديدة قواعد ونظام للإنترنت بهدف تقنين هذا المجال؛ حيث فرضت الحكومة على جميع الصحف في الإنترنت وكذلك المدونين الحصول على ترخيص خاص من وزارة الثقافة والإعلام قبل المُباشرة في مهامهم. ثم يأتي دور هيئة الاتصالات وتقنية المعلومات المسؤول الأول عن تنظيم الإنترنت في السعودية واستضافة جدار الحماية الذي يمنع الوصول إلى آلاف المواقع، خاصة ذات المحتوى الجنسي والسياسي.
اعتبارا من عام 2014، صرحت المملكة العربية السعودية أن لديها خططاً لتنظيم الشركات المحلية والمستخدمين المستقلين الذين يقومون برفع فيديوهات خاصة بهم في موقع يوتيوب.
وكانت الهيئة العامة للإعلام المرئي والمسموع قد أعلنت عن خُططها الرامية لتنظيم عمل قنوات يوتيوب، حيث أكدت أنها تنوي فرض رقابة صارمة على المواد ذات الطابع «الإرهابي»، بالإضافة إلى المحتوى الذي «يزعج النظام العام، ويهز أمن المجتمع أو المواضيع التي تُشكل خطرا على الوحدة الوطنية، بالإضافة إلى تلك التي تُعوق نظام الحكم أو تضر بسمعة الدولة».

## الصحف والمجلات
تخضع الصحف السعودية والمجلات الأجنبية بما في ذلك الإعلانات للرقابة الصارمة من قبل المسؤولين لإزالة أي محتويات مسيئة أو غير مُناسبة. كما يُفرض على الصحف والمجلات عدم الإساءة أو النقد اللاذع للمسلمين وللوهابية بشكل خاص وكذلك يُمنع التهجم على العائلة المالكة.
تؤكد المادة 24 من نظام المطبوعات والنشر السعودي على عدم خضوع الصحف المحلية للرقابة، إلا في ظروف استثنائية يقرها رئيس مجلس الوزراء، كما تؤكد المادة 31 من النظام نفسه على عدم جواز منع الصحيفة عن الصدور إلا في الظروف الاستثنائية، وبعد موافقة رئيس مجلس الوزراء، وحددت المادة 29 الحالات التي يجوز فيها سحب الترخيص إو إلغاء الموافقة على إصدار الصحيفة، وأكدت المادة 31 من لائحة النشر الإلكتروني على عدم خضوع النشر الإلكتروني بكافة أشكاله للرقابة.
الرقابة المفروضة على الصحف والمجلات الأجنبية تُركز على حذف المحتوى الجنسي. من عُري وإباحية لأن هذا غير قانوني في المملكة، كما تُحاول السلطات في السعودية حذف مشاهد العناق والتقبيل أو على الأقل التقليل منها وجعلها عادية جدا ومُناسبة. وبالمثل فإن كشف المرأة لذراعيها أو ساقيها قد يُعتبر تعزيز «للفجور الجنسي» وقد يتم مُعاقبتها نتيجة لذلك.
الزنا، زنا المحارم، اللواط أو الشذوذ الجنسي هي أمور غير قانونية في السعودية، ولهذا فتجسيدها في الأفلام أو البرامج الوثائقية ممنوع منعا باتا.

## التعبير عن الرأي
نصت المادة 8 من نظام المطبوعات والنشر على أن «حرية التعبير عن الرأي مكفولة بمختلف وسائل النشر في نطاق الأحكام الشرعية والنظامية»، وتتيح السعودية التعبير عن الرأي سواء عبر قنوات رسمية كلقاء الملك وولي العهد والمشاركة في اللقاءات التي يعقدها مركز الملك عبد العزيز للحوار الوطني الذي تأسس في عام 2004 أواخر عهد الملك فهد، أو غير رسمية كوسائل الإعلام ووسائل التواصل الاجتماعي.

## المرأة
في عام 1994، كان ظهور المرأة السعودية في المجلات محظورا من قبل وزارة الإعلام، ويُرجح أن يكون هذا الحظر سببه الضغوط التي مارستها المؤسسة الدينية أو العلماء.

## السينما والتلفزيون
منذ 1980 ودور السينما محظورة أو بالأحرى غير قانونية، خاصة وأن مُعظم رجال الدين المحافظين يعتبرون السينما مضيعة للوقت ولها تأثيرات سلبية.
في عام 2007، تم منح الإذن إلى اثنين من الفنادق قصد تثبيت شاشات تلفزية لعرض أفلام للأطفال من أجل الاحتفال بنهاية شهر رمضان.
يخضع التلفزيون وراديو الأخبار وكذلك البرامج التعليمية والترفيهية إلى الرقابة الحكومية، وكانت قناة الإخبارية قد بثت عرضا مُباشرا لاحتجاجات مجموعة من المواطنين الساخطين على الحكومة والذين كانوا يُطالبون بالزيادة في الرواتب؛ مما سبب للقناة مشاكل في وقت لاحق خاصة بعد تصريحات عُدوانية من بعض المسؤولين السعوديين الذين هاجموا القناة واعتبروها محاولة لإثارة الفتنة في صفوف المواطنين، ثم زادت الأمور صرامة عندما قام وزير الثقافة والإعلام بفسخ عقد مدير الشبكة محمد تونسي واستبدله بواحد من مساعديه الشخصيين، كما قامت نفس الوزارة بتشكيل لجنة الرقابة التي بات يتطلب الحصول على موافقتها قبل بث أي برنامج أو تقديم أي دعوة لأي ضيف كيف ما كان للظهور في محطة تلفزيون وطنية.
في عام 1994، منعت الحكومة مواطنيها من الوصول إلى كل قنوات التلفزيون الخارجية باستثناء القنوات التابعة للبلاد، لكن نسبة كبيرة من السكان كانوا قد اشتروا جهاز استقبال الأقمار الصناعية ثم اشتركوا في مختلف حزم البرمجة. وعلى الرغم من حظر الحكومة السعودية إلا أن البعض منهم كان يستطيع الوصول إلى ما يُريد، وبعد مرور مدة قامت السلطات بتخفيف الرقابة قليلا؛ حيث بات بالإمكان مشاهدة مجموعة من قنوات التلفزيون حتى ولو كانت أجنبية طالما لا تعرض مُحتوى إباحي ولا تنتقد الحكومة السعودية أو الإسلام.
مع بداية القرن الجديد، أطلقت الحكومة السعودية مجموعة من المحطات الفضائية الخاصة كما أعربت عن رغبتها في العمل مع باقي الحكومات في المنطقة لتطوير هذا المجال وضبط الرقابة والقيود.
وبعد إطلاق رؤية 2030 من قبل الحكومة السعودية في عام 2016، بدأت سلسلة تغييرات في المجال التلفزيوني، منها إطلاق قناة SBC المختصة بالبرامج الترفيهية والمسلسلات، بتوجهات أكثر انفتاحا.
في عام 2005، ثم حظر الجزء الثاني من مسلسل أميريكان داد! من قِبل الحكومة السعودية.
وكانت اليومية الإنجليزية عرب نيوز قد نشرت مقالا اتهمت فيه سلسلة أميريكان داد! «بتصوير السعوديين في المملكة العربية السعودية على أنهم وحوش»؛ وذلك بسبب تعصبهم الشديد وكراهيتهم للشذوذ الجنسي وللمثليين على الرغم من أنهم بشر، كما لمَّح المقال إلى انعدام حقوق الإنسان في السعودية نظرا للمعاملة التي يتلقاها المثليين والشواذ من مواطني المملكة، ونتيجة لذلك، فقد تم منع الجزء الثاني من الصدور إلا أن عرض بقية المسلسل كان مسموحا به.
في شهر ديسمبر من عام 2017، عادت السينما إلى السعودية، بعد موافقة مجلس إدارة الهيئة العامة للإعلام المرئي والمسموع في السعودية، على إصدار تراخيص للراغبين في فتح دور عرض سينمائي بالمملكة. 
وبعد أربعة أشهر من الموافقة، تم افتتاح أول دار سينما في السعودية، بحضور وزير الإعلام السعودي، وتم عرض فيلم Black Panther، أحدث أفلام هوليوود في عام 2018 أثناء الافتتاح.

كما تخطط السلطات لافتتاح 350 دار سينما، بحلول 2030.